# 马库斯·魏因齐尔
马库斯·魏因齐尔（德語：Markus Weinzierl，1974年12月28日—）是一名德国前足球运动员及现任足球教练，在他于2008年至2012年执教雅恩雷根斯堡期间，曾成功带队升入德乙。

## 球员生涯
青年时期的魏因齐尔在先后效力施特劳宾（至1989年）、帕绍（至1994年）和罗霍夫（1994-95赛季）之后，于1995年加盟了拜仁慕尼黑业余队。他在1998-99赛季进入拜仁一线队，但始终没有获得正式比赛的出场机会。
1999年，魏因齐尔转投斯图加特踢球者，至2001年共获得40次乙级联赛出场机会。他的职业生涯首秀是在1999年8月15日（第1轮）客场以1比4惨败于亚琛的比赛；而他代表该俱乐部射入的唯一1球则发生于随后一个赛季的2000年12月16日（第18轮），在这次客场以3比1战胜红白奥伯豪森的比赛中，他以一记点球打破场上僵局。
随着斯图加特踢球者在2001年降级，魏因齐尔遂转会至另一支德乙俱乐部翁特哈兴，然而他仅为该队效力了四个月，便又于2002年1月加盟地区联赛俱乐部雅恩雷根斯堡。其后由于伤病原因，魏因齐尔在2005年便及早结束了自己的球员生涯。
魏因齐尔共参加过7场德国杯比赛，其中有3场是代表斯图加特踢球者，另外代表翁特哈兴和雅恩雷根斯堡各出战2场。

## 教练生涯
2006年4月，魏因齐尔重返雅恩雷根斯堡，开始担任君特·居特勒的助理教练。而在后任主教练托马斯·克里斯特尔于2008年11月被解雇后，魏因齐尔从而升任该队的主教练一职。在2011-12赛季，他率领这支上普法尔茨俱乐部俱乐部通过升、降级附加赛成功升入德乙。魏因齐尔表示，在他刚开始成为主教练时，为了保持冷静的思维，曾跳入冰冷的水中游泳，但并没有遇溺。
2012年5月17日，即雅恩雷根斯堡成功升入德乙的数日后，德甲俱乐部奥格斯堡即宣布，魏因齐尔将自2012-13赛季起担当该队的新任主教练。他接替了于去季最后一轮联赛后辞职的约斯·卢胡凯，并帮助球队在新赛季前半程仅积9分的情况下，以一段精彩的后半程表现顺利保级。在2013-14赛季，魏因齐尔率领奥格斯堡以积分榜第八名完赛，这也是该俱乐部有史以来所取得的顶级联赛最佳成绩。此外，在由职业球员工会举办的评选，他还以30.7%的得票率，力压佩普·瓜迪奥拉（25.6%）和尤尔根·克洛普（18.6%）当选该赛季的最佳教练。
2016年6月2號，德甲俱乐部沙爾克04即宣布，魏因齐尔将自2016-17赛季起担当该队的新任主教练。

### 执教数据
最後更新：2015年3月21日
| 俱乐部       | 自             | 至            | 成绩 | 成绩 | 成绩 | 成绩 | 成绩  | 成绩  |
| 俱乐部       | 自             | 至            | 场   | 胜   | 平   | 负   | 胜%   | 注    |
| ------------ | -------------- | ------------- | ---- | ---- | ---- | ---- | ----- | ----- |
| 雅恩雷根斯堡 | 2008年11月24日 | 2012年6月30日 | 140  | 49   | 48   | 43   | 35.00 |       |
| 奥格斯堡     | 2012年7月1日   | 2016年6月3日  | 154  | 56   | 32   | 66   | 36.36 | [ 8 ] |
| 沙爾克04     | 2016年6月3日   | 2017年6月30日 | 50   | 21   | 13   | 16   | 42.00 |       |
| 总计         | 总计           | 总计          | 344  | 126  | 93   | 125  | 36.63 | —     |